# Stefan Miller (inżynier)
Stefan Miller (ur. 1929, zm. 26 marca 2020) – polski inżynier mechanik. Absolwent z 1956 Politechniki Wrocławskiej. Od 1976 profesor na Wydziale Mechanicznym Politechniki Wrocławskiej. Był odznaczony Złotym Krzyżem Zasługi, Krzyżem Kawalerskim i Krzyżem Oficerskim Orderu Odrodzenia Polski.